# Afacerea Schmidt
Afacerea Schmidt a fost una dintre numeroasele surse de finanțare pentru partidul bolșevic și nevoile personale ale liderului acestora, Vladimir Ilici Lenin. O bună parte dintre veniturile partidului proveneau din donații particulare. Social-democrații se bucurau nu doar de simpatia intelectualității ruse, dar și de simpatia multor industriași, care sperau ca revoluționarii să distrugă societate autocratică. „Afacerea Schmidt” s-a derulat în favoarea bolșevicilor, iar Nadejda Krupskaia avea să noteze la un moment dat că fondurile provenite din această sursă au asigurat o „bază materială solidă”.

## Moștenirea lui Savva Morozov
„Afacerea Schmidt” a fost declanșată de milionarul – filantrop Savva Morozov. El era membrul unei familii bogate din Moscova, ai cărei membri au donat statului colecțiile lor de artă, au înființat spitale, școli pentru combaterea analfabetismului, au sprijinit teatrele și presa. Savva Morozov, sub influența lui Maxim Gorki, a oferit bani pentru sprijinirea partidului social-democrat și pentru publicarea ziarului lui Lenin, Iskra. S-a sinucis în 1905, la Cannes, lăsând prin testament, tot prin intermediul lui Gorki, aproximativ 100.000 de ruble bolșevicilor.
Nicolai Schmidt, nepotul lui Savva Morozov, proprietarul unei fabrici de mobilă, susținător al social-democraților, participant la Revoluția din 1905, a fost arestat, întemnițat și, în 1907, s-a sinucis în închisoare în condiții suspecte, chiar înainte de a fi eliberat pe cauțiune. Se pare ca a avut intenția, la fel ca și unchiul său, să lase prin testament bani bolșevicilor.
Conform legii însă, averea trebuia să fie moștenita de surorile sale (Ecaterina și Elisaveta) și de un frate mai mic. Doi bolșevici, Nicolai Andrikanis și Victor Tarantuta au primit sarcina să facă în așa fel încât banii să intre în vistieria partidului. Cei doi au curtat fetele și le-au luat în căsătorie. Cele două cupluri s-au dus în 1909 la Paris, dar Andrikanis, soțul Ecaterinei, a refuzat să cedeze cea mai mare parte a moștenirii, deși se încercase rezolvarea conflictului prin arbitrajul Partidului Socialist Revoluționar, care stabilise că se cuvine ca banii să ajungă la bolșevici. El a fost judecat de un tribunal al partidului, și-a dat demisia din rândurile bolșevicilor și a cedat doar o mică parte din banii moșteniți.  Pentru a preîntâmpina repetarea istoriei și în cazul surorii mai mici, care avea averea administrată de un tutore până la majoratul din februarie, s-a constituit o comisie care să urmărească această problemă. Zinoviev, care a redactat procesul verbal al ședinței bolșevicilor a consemnat: „În ianuarie 1908, Elizaveta X a declarat Centrului bolșevic... că pentru a executa cât mai corect cu putință testamentul fratelui său, consideră că are datoria morală să cedeze Centrului bolșevic jumătate din parte de moștenire care îi revenise. Această jumătate... include 83 de acțiuni ale Companiei X și aproximativ 47.000 de ruble bani lichizi” . În noiembrie 1909, Elizaveta și Victor Tarantuta au înmânat personal lui Lenin peste 250.000 de franci. Bolșevicii mai primiseră între timp circa 500.000 de franci. Pentru sumele predate, Lenin și Zinoviev, ca gestionari ai fondurilor partidului, au eliberat celor doi o chitanță

## Concluzii
După mai multe încercări eșuate de reunificare, menșevicii au încercat măcar să unifice fondurile social-democraților ruși. Aceste fonduri erau reprezentate de mai mult decât moștenirea Schmidt. În 1910, după mai multe negocieri, s-a hotărât ca fondurile partidului să fie încredințate unor „depozitari” social-democrați germani: Clara Zetkin, Karl Kautsky și Franz Mehring. Ambele tabere au fost nemulțumite de acest aranjament, iar Lenin l-a cerut celor trei social-democrați germani returnarea tuturor fondurilor către Centrul bolșevic. Cum avea să se dovedească în scurtă vreme, bolșevicii cedaseră fondului „comun” doar o mică parte a moștenirii Schmidt, iar adevăratul depozitar al Partidului era însuși Lenin, sursele de venit ale bolșevicilor aflați în emigrație depinzând în cea mai mare măsură de bunăvoința liderului. 
Controlul discreționar al lui Lenin asupra fondurilor partidului a făcut, printre altele, ca orice încercare de împăcare dintre facțiunile bolșevică și menșevică să fie sortită eșecului.